# Paphiopedilum hangianum
Paphiopedilum hangianum é uma espécie de orquídea terrestre, família Orchidaceae, que habita de Yunnan, na China, ao Vietnam.